# Pteroptychus
Pteroptychus is een kevergeslacht uit de familie van de boktorren (Cerambycidae). De wetenschappelijke naam van het geslacht werd voor het eerst geldig gepubliceerd in 1912 door Aurivillius.

## Soorten
Pteroptychus is monotypisch en omvat slechts de volgende soort:
- Pteroptychus simpliceps (Broun, 1880)